# Richard Herzog
Pour les articles homonymes, voir Herzog.
Richard Herzog (né le 5 août 1867 à Obernkirchen et mort le 14 avril 1950 dans la même ville) est maire et membre du Reichstag.

## Biographie
Herzog étudie au lycée Adolfinum Bückeburg et étudie le droit à Erlangen et Bonn. Il complète un apprentissage en administration municipale. À Obernkirchen, il est conseiller municipal depuis 1898 et maire depuis 1900. Depuis 1899, il est également membre du conseil d'arrondissement du comté de Schaumbourg (de). En 1931, il prend sa retraite comme maire, mais est à nouveau maire d'Obernkirchen de 1933 à 1939.
De 1906 à 1918, il est député du Reichstag pour la 1re circonscription de Cassel (comté de Schaumbourg (de), Hofgeismar, Wolfhagen (de)) pour le Parti social allemand.